# Роберт Моррісон (веслувальник)
Роберт Моррісон (англ. Robert Morrison, 26 березня 1902 — 19 лютого 1980) — британський академічний веслувальник.
Олімпійський чемпіон 1924 року в складі розпашної четвірки без стернового.